# Шмиц, Бенно
Бенно Шмиц (нем. Benno Schmitz; род. 17 ноября 1994 года, Мюнхен, Германия) — немецкий футболист, защитник клуба «Бавария II».

## Клубная карьера
Бенно Шмиц начал играть в футбол в местном мюнхенском клубе «СВ Вальдперлах». В 2001 году он присоединился к молодёжной академии немецкого клуба «Бавария», где играл до 2012 года, после чего был переведён в резервную команду. Не имея возможности пробить в основной состав, Шмиц принял решение покинуть клуб.
В 2014 году Шмиц подписал контракт с клубом из чемпионата Австрии «Ред Булл Зальцбург». 23 августа 2014 года он дебютировал в лиге в матче с «Альтом», выйдя на замену вместо Кристиана Швеглера на 83-й минуте. Матч завершился победой его клуба со счётом 5:0.
С 2016 по 2018 год выступал в немецком клубе «РБ Лейпциг».
24 мая 2018 года перешёл в «Кельн», заключив контракт с клубом до 30 июня 2022 года. В марте 2022 года, зарекомендовав себя в стартовом составе клуба в сезоне 2021—2022 годов, Шмиц продлил свой контракт с «Кельном» до июня 2024 года.
25 июля 2024 года перешёл в швейцарский «Грассхоппер» на правах свободного агента. Контракт рассчитан до 2027 года.

## Достижения
- Чемпионат Австрии по футболу: 2014/15, 2015/16
- Кубок Австрии по футболу: 2014/15, 2015/16
- Вторая Бундеслига: 2018/19